# Biblioteca Central de Cantabria
La Biblioteca Central de Cantabria (BCC) se encuentra en la ciudad de Santander, en Cantabria (España). Es a su vez la Biblioteca Pública del Estado en Santander, sin embargo desde el 23 de marzo de 1999 quedó declarada por decreto como Biblioteca Central de Cantabria y cabecera del Sistema de Bibliotecas de Cantabria, con el paso de las transferencias a la comunidad autónoma en materia de cultura.

## Historia
La Biblioteca Pública del Estado empezó siendo una biblioteca escolar, cuando en 1839 se creó el Instituto Cántabro para la Enseñanza de Náutica y del Comercio. Cinco años después, con ocasión del cambio de denominación del instituto, se creó la Biblioteca Provincial con los fondos destinados a las enseñanzas que se impartían en la institución docente y con los procedentes de las bibliotecas desamortizadas de los conventos de Santa Clara, Santa Catalina de Monte Corbán y San Francisco, de Santander, y una pequeña parte de poco valor e importancia del Monasterio de Las Caldas.
Posteriormente se incrementó la colección con las subvenciones que, para la adquisición de libros, consignaba la Diputación Provincial, y con donaciones de particulares, como también con los fondos de la Biblioteca del Casino Montañés, una vez desaparecida esta entidad.
La Biblioteca Provincial fue incorporada al Cuerpo de Archiveros y Bibliotecarios en agosto de 1898. Cuando pasó al Cuerpo de Archiveros y Bibliotecarios contaba la biblioteca con unos 5.000 volúmenes, llegando a unos 25.000 en 1960, fecha en que se incorporó este establecimiento a la Biblioteca Municipal de Santander (conocida como "la Menéndez Pelayo")
En el año 1960, conforme al acuerdo suscrito entre el Ayuntamiento de Santander y el Ministerio de Educación, la Biblioteca Pública es incorporada a la Biblioteca Municipal de Santander, trasladándose sus fondos y servicios a los locales de esta. Ambas bibliotecas funcionaron desde entonces al unísono, compartiendo dependencias, servicios, personal, etc.
El 23 de marzo de 1999, la Biblioteca Pública del Estado en Santander quedó declarada por decreto Biblioteca Central de Cantabria y cabecera del Sistema de Bibliotecas de Cantabria.
En 2009, fondos, mobiliario y trabajadores se trasladan al edificio del antiguo Depósito General de Tabaco en Rama de Tabacalera, en un espacio rehabilitado y reformado por el Ministerio de Cultura, en la calle Ruiz de Alda, en una zona próxima al Puerto de Santander. El día 3 de agosto, las dependencias de la Biblioteca Central en la calle Gravina cerraron sus puertas definitivamente.
La nueva sede se inauguró el día 16 de diciembre con la presencia de las autoridades de la región y de la ministra de Cultura Ángeles González-Sinde, abriendo sus puertas al público el 11 de enero de 2010.

## Edificio
En el año 1900 se construyó en los arenales del muelle de Maliaño, en la zona portuaria de Santander el edificio que hoy es sede de la BCC. Edificado sobre un área de más de 12 000 metros cuadrados, estaba conformado por ocho naves y era de estilo neomudéjar.
Su proximidad al puerto facilitaba el transporte y las estibas, pues la mitad del tabaco importado en España se recibía y almacenaba en este depósito, distribuyéndose mediante barcos de cabotaje, ferrocarril o carretera a las once fábricas nacionales de Tabacalera.
Durante la guerra civil, se produjo un paréntesis, transformándose en cárcel para los prisioneros republicanos. Tras este periodo reanudó su uso original como almacén hasta 1986.
La rehabilitación del edificio es un ejemplo de arquitectura industrial reutilizada para albergar una institución cultural y los arquitectos encargados del proyecto fueron Eduardo de la Torre Alejano, Luciano Moreno Feu y Ricardo Urech Aguilar, siendo el coordinador del proyecto Manuel Martín-Rabadán Caballero. Actualmente, la Biblioteca Central conforma el centro cultural Los Arenales junto al Archivo Provincial de Cantabria.

## Misión y funciones
Es misión de la BCC fomentar la lectura, la formación y la investigación y reunir, catalogar, conservar y difundir el patrimonio bibliográfico y la producción impresa, sonora y visual de Cantabria o que haga referencia a ella.
La Biblioteca Central de Cantabria y Biblioteca Pública del Estado en Santander desempeña una doble función:
1. Es Biblioteca Central de Cantabria, por lo que se constituye en cabecera del Sistema de Bibliotecas de Cantabria.
2. Es Biblioteca Pública del Estado, por lo que ejerce las funciones designadas por el Reglamento de Bibliotecas Públicas del Estado y del Sistema Español de Bibliotecas.

Su amplio vestíbulo es a su vez empleado habitualmente como sala de exposiciones y lugar de celebración de otros acontecimientos culturales.

## Distribución del espacio
Sala general
Planta 0. En ella encontramos la prensa, las revistas de divulgación, la mediateca, la comicteca, la literatura juvenil, las guías de viaje y el fondo general de adultos: biografías, literatura y obras de todas las áreas del conocimiento. También se exponen aquí las últimas novedades adquiridas por la biblioteca, así como los centros de interés, selecciones temáticas que nos permiten difundir una parte de nuestros fondos.
La infantil
Planta 0. En el espacio de los niños dentro de la biblioteca, hay cuentos para todas las edades, libros de las distintas materias, obras de consulta, películas, música, juegos y ordenadores con acceso a Internet. En la bebeteca los más pequeños, de 0 a 3 años, pueden empezar a relacionarse con los libros de una forma lúdica.
Sala de referencia e investigación
Planta 1. Cuenta con la colección de revistas especializadas en todo tipo de materias, el Fondo Local Cantabria y la sección de Referencia. Allí se encuentran también los ordenadores públicos con acceso a Internet e información electrónica; las cuatro salas para grupos y los ocho gabinetes para investigadores.
Mostrador de información y préstamo
Situado frente a la puerta de acceso a la biblioteca, es el principal punto de información general y de solicitud de carnés de préstamo. En este mostrador está centralizado, además, el préstamo y la devolución de las obras de la biblioteca que los usuarios pueden llevarse, previa presentación del carné.
Sala de estudio
Cuenta con 120 puestos de estudio. Se encuentra situado antes del acceso a la biblioteca.
Taquillas
También localizado antes del acceso a la biblioteca, es un servicio gratuito que permite a los usuarios guardar en ellas sus efectos personales. Es obligatorio depositar previamente en ellas las mochilas y en el lugar habilitado para ello, los carritos y sillas para bebés.
Sala polivalente
Espacio previsto para la realización de actividades culturales de todo tipo.
Salón de actos
Sala preparada para conferencias, congresos, presentaciones de libros… y capacidad para 120 personas.

## Colecciones
En el año 2009, la biblioteca contaba con un fondo bibliográfico de 144.613 documentos repartidos en las siguientes colecciones:
- Comicteca
- Depósito legal
- Fondo antiguo, especial y valioso
- Fondo general adultos
- Fondo infantil y juvenil
- Fondo local
- Guías de viaje
- Hemeroteca y mediateca
- Referencia

## Servicios
- Información bibliográfica y de referencia
- Préstamo (individual, colectivo e interbibliotecario)
- Consulta en sala de las colecciones
- Acceso a Internet e información electrónica
- Negociado de Depósito Legal y Propiedad Intelectual
- Formación de usuarios
- Instalaciones: gabinetes de investigación, salas de grupo, salón de actos
- Actividades culturales
- Reproducción de documentos